# Nhân giống cây trồng

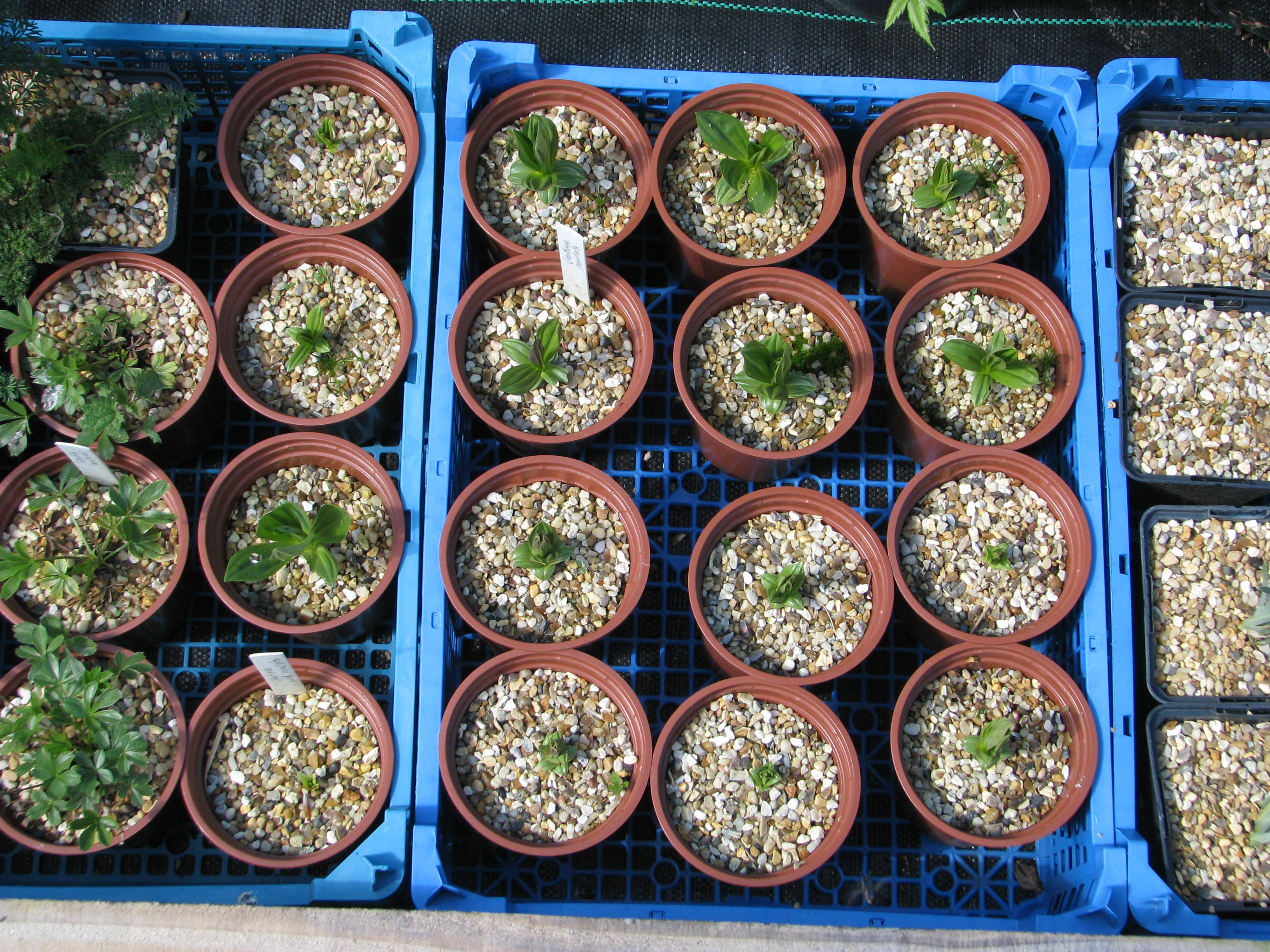
Cây giống Gentian trong vườn ươm thực vật

Nhân giống cây trồng là quá trình trồng cây mới từ nhiều nguồn khác nhau: hạt giống, cành giâm và các bộ phận khác của cây. Nhân giống thực vật cũng có thể đề cập đến sự phân tán bằng hình thức nhân tạo hoặc tự nhiên của thực vật.

## Nhân giống hữu tính

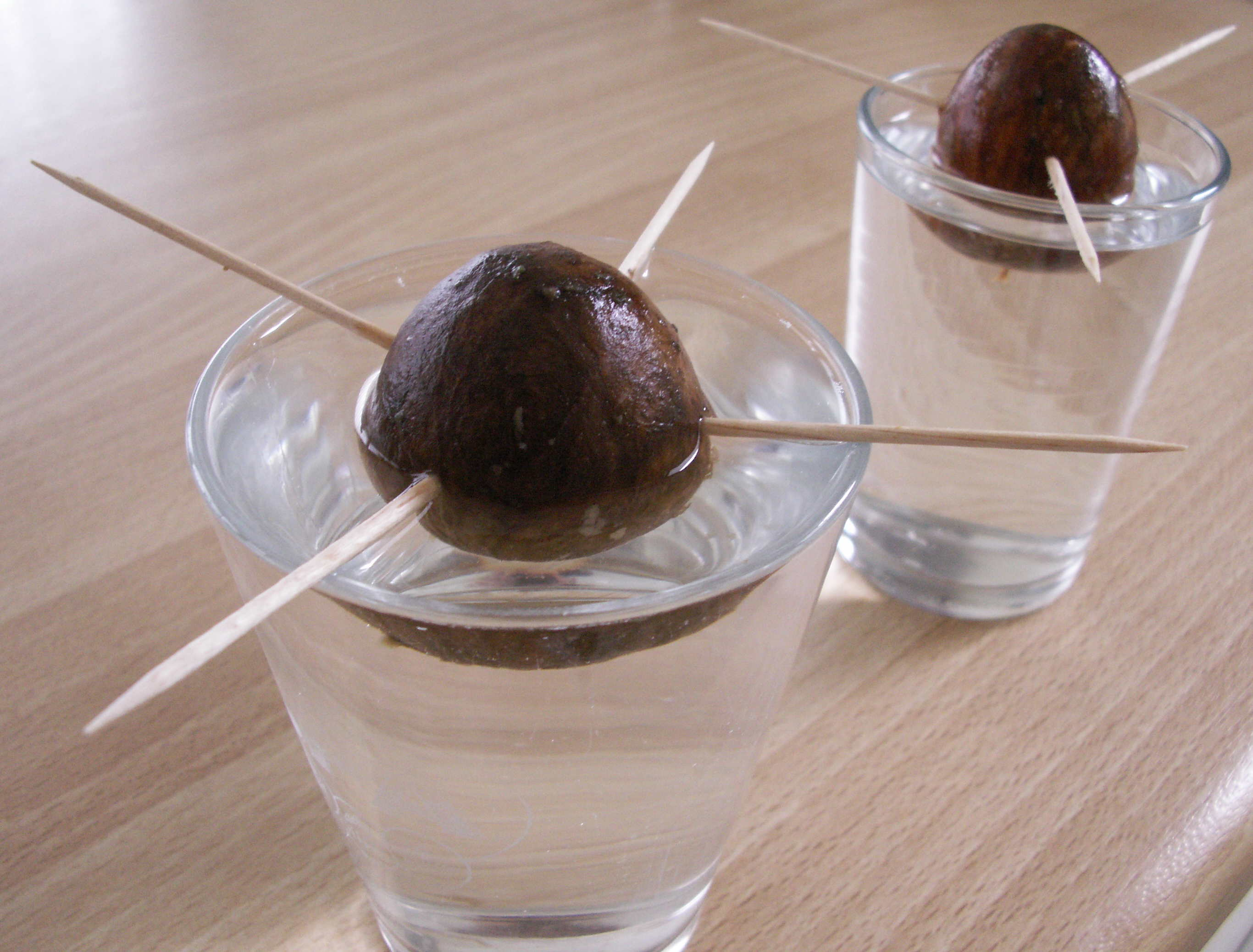
Một cách để nhân giống bơ

Hạt và bào tử có thể được sử dụng để sinh sản (thông qua gieo hạt). Hạt thường được sản xuất từ giới tính sinh sản trong một loài, vì tái tổ hợp di truyền đã xảy ra. Một cây được trồng từ hạt có thể có những đặc điểm khác với bố mẹ của nó. Một số loài sản xuất hạt giống cần điều kiện đặc biệt để nảy mầm, chẳng hạn như xử lý lạnh. Hạt giống của nhiều loại cây và thực vật Úc từ miền nam châu Phi và phía tây nước Mỹ đòi hỏi phải có khói hoặc lửa để hạt nảy mầm. Một số loài thực vật, bao gồm nhiều cây thân gỗ, không tạo ra hạt cho đến khi chúng đạt đến độ chín, có thể tiêu tốn khá nhiều thời gian. Hạt giống có thể khó thu được và một số cây không tạo ra hạt giống. Một số thực vật (như một số cây  được biến đổi bằng công nghệ hạn chế sử dụng di truyền) có thể tạo ra hạt giống, nhưng không phải là hạt giống màu mỡ. Trong một số trường hợp nhất định, điều này được thực hiện để ngăn chặn sự lây lan vô tình của những cây này, ví dụ như bởi chim và các động vật khác.

## Nhân giống vô tính

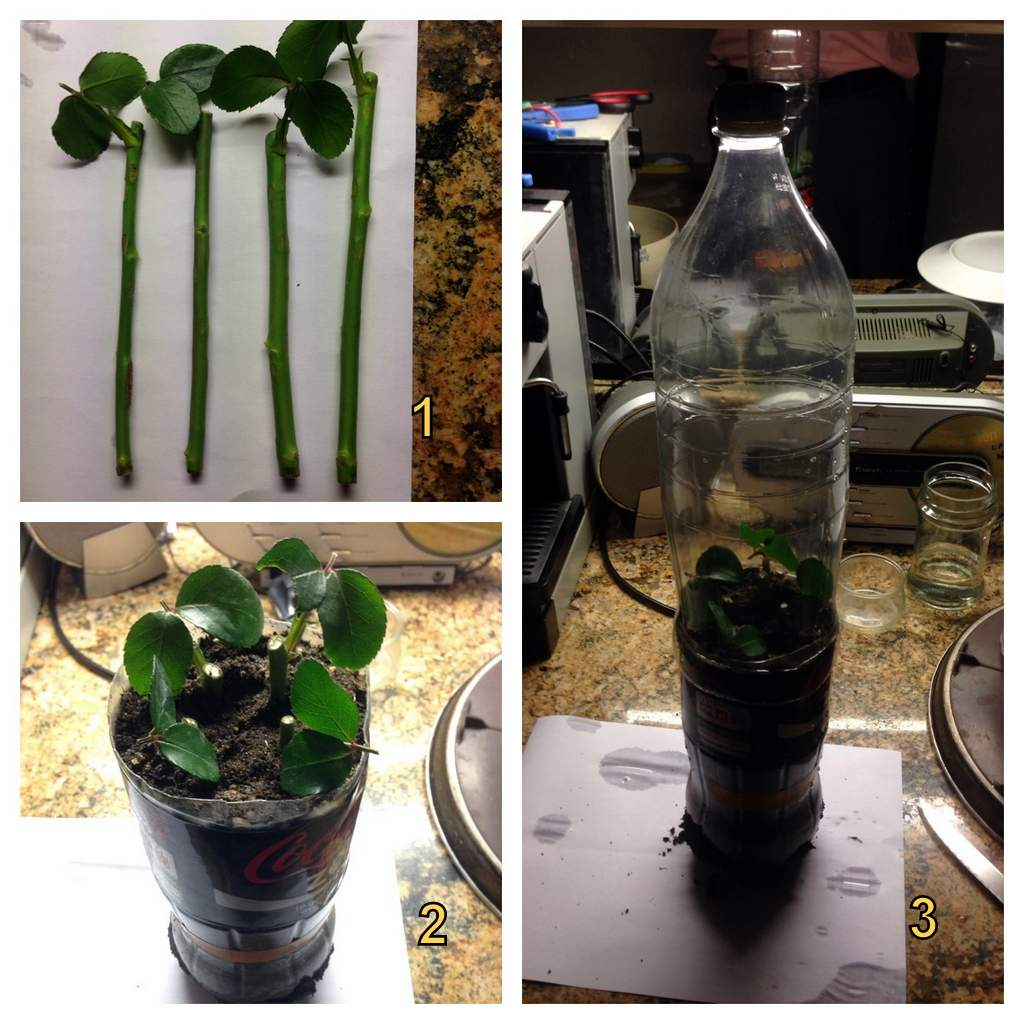
Hoa hồng cắt dưới nhà kính chai nhựa

Thực vật có một số cơ chế để sinh sản vô tính hoặc sinh dưỡng. Một số trong số này đã được áp dụng trong trồng trọt và người làm vườn để nhân giống hoặc bản sao các cây nhanh chóng. Con người có thể sử dụng các quá trình này như các phương pháp nhân giống, chẳng hạn như nuôi cấy mô và ghép mô. Thực vật được sản xuất bằng vật liệu từ một bố mẹ duy nhất và do đó không có sự trao đổi vật liệu di truyền, do đó phương pháp nhân giống sinh dưỡng hầu như luôn tạo ra những cây giống hệt bố mẹ. Sinh sản sinh dưỡng sử dụng các bộ phận của cây như rễ, thân và lá.
Trong một số cây, hạt giống có thể được tạo ra mà không cần thông qua quá trình thụ tinh và hạt chỉ chứa vật liệu di truyền của cây mẹ. Do đó, nhân giống qua hạt vô tính hoặc tiếp hợp vô tính là sinh sản vô tính nhưng không phải là nhân giống sinh dưỡng. 

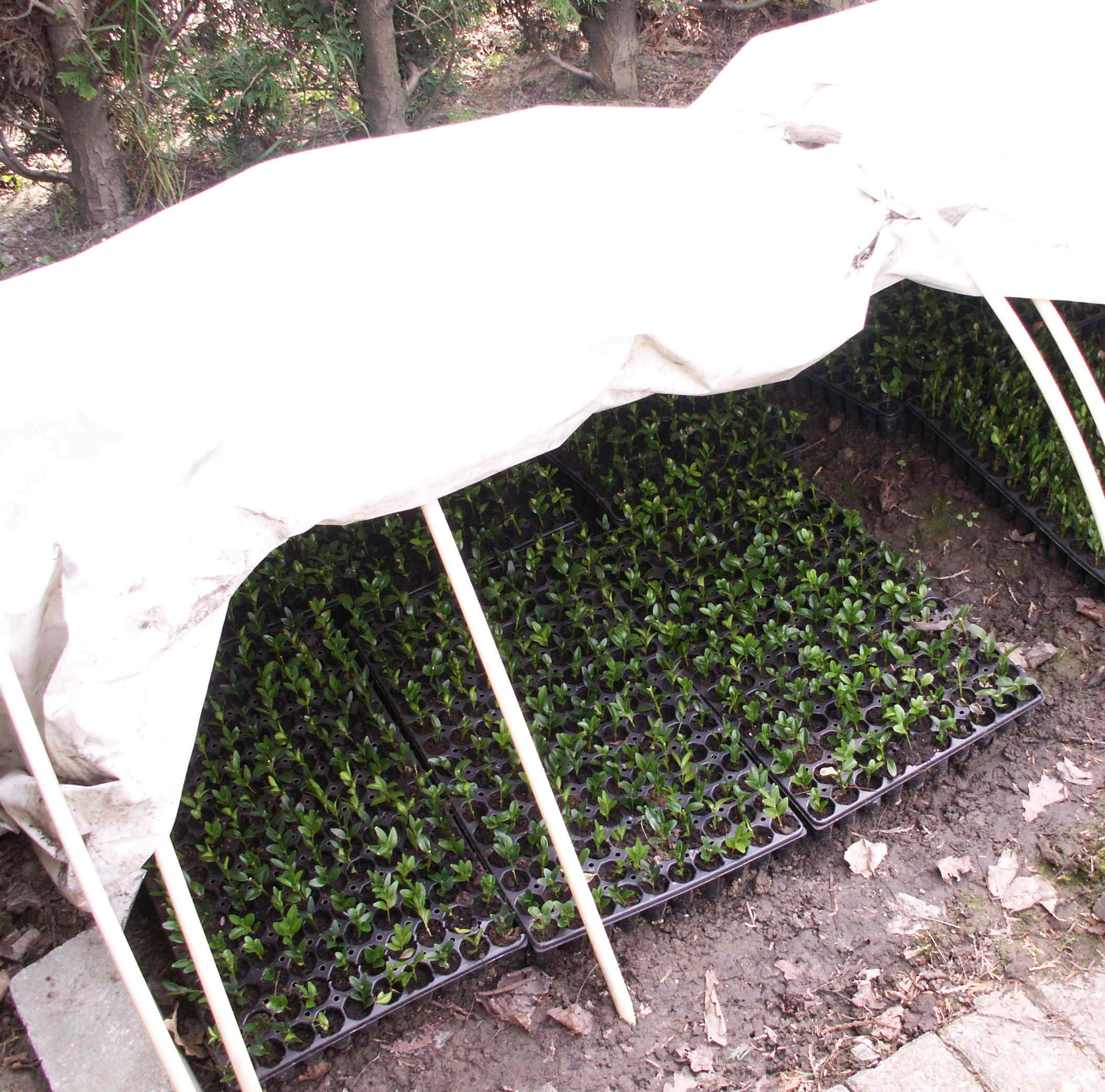
Thân gỗ mềm ra rễ trong môi trường có kiểm soát

Kỹ thuật nhân giống sinh dưỡng bao gồm:
- Chiết cành không khí hoặc mặt đất
- giâm cành
- Phân chia
- Ghép và ghép chồi, được sử dụng rộng rãi trong nhân giống cây ăn quả
- Vi nhân giống
- Thân bò lan hoặc thân bò
- Các cơ quan lưu trữ như thân hành, giả thân hành, củ và thân rễ
- Giâm cành
- Chia tỷ lệ
- Chồi mầm

## Máy nhân giống
Một máy nhân giống được làm nóng là một thiết bị trồng trọt để duy trì môi trường ấm áp và ẩm ướt cho hạt và cành giâm phát triển.
Máy này có thể ở dạng một thùng kín sạch đặt trên một lớp đệm nóng, hoặc thậm chí là một lò sưởi di động chỉa vào thùng. Điều quan trọng là giữ độ ẩm trong thùng ổn định, trong khi vẫn giữ ánh sáng trên đầu của nó, thường xuyên.

## Thảm nhân giống
Thảm nhân giống bằng điện là một tấm thảm cao su được sưởi ấm được bao phủ bởi một lồng kim loại được sử dụng trong làm vườn. Thảm được làm để những người trồng cây có chứa cây con có thể được đặt trên đỉnh của lồng kim loại mà không có nguy cơ bắt lửa. Trong thời tiết cực lạnh, những người làm vườn đặt một tấm nhựa lỏng lên trên những người trồng/chiếu tạo ra một nhà kính thu nhỏ. Nhiệt độ liên tục và có thể dự đoán cho phép mọi người làm vườn trong những tháng mùa đông khi thời tiết thường quá lạnh để cây con sống sót tự nhiên. Khi kết hợp với hệ thống chiếu sáng, nhiều loại cây có thể được trồng trong nhà bằng cách sử dụng những tấm thảm này.